# Општина Власотинце
Општина Власотинце се налази у југоисточној Србији и део је Јабланичког округа чије седиште је Лесковац.Према подацима са последњег пописа 2022. године у општини је живело 25.695 становника (према попису из 2011. било је 29.893 становника).

## Географија
Пољопривредна површина од 170 km² је распоређена: 73 km² оранице и њиве, 49 km² жито, 38 km² пашњаци, 26 km² ливаде, 18 km² воћњаци и 15km² виногради.

### Урбанизам
Територија општине Власотинце се граничи на западу са лесковачком, на југу са црнотравском, на истоку са бабушничком и на северу са гаџинханском општином. Власотинце је највеће насеље (град) и уједно административни и економски центар општине. Некад је Власотинце било варошица. За варошицу је проглашено 1878. године по ослобођењу југа Србије од Турака. Године 1893. добило је урбанистички план, који је израдио инжењер Бартос. План је реализован тек 1922. и 1923. године.

### Топографија
Власотиначки крај се простире на подручју доњег и средњег слива Власине, у југоисточној Србији. Горњи део окружења општине Власотинце (бивши власотиначки срез) је претежно брдско-планински са врховима: 
| Црквена плана | 1721 |
| Чемерник      | 1638 |
| Острозуб      | 1545 |
| Тумба         | 1377 |
| Букова глава  | 1339 |
| Вита крушка   | 913  |
| Морич         | 877  |
| Крушевица     | 800  |
| Липовица      | 645  |
| Косовица      | 476  |

У доњем делу овог подручја простире се Власотиначко виногорје. Брдско-планински (=горњи) део затвара север, исток и југ општине, а према западу је поље (лесковачко-власотиначка котлина) које дели пут за Лесковац. Тај доњи део слива Власине има још две значајне саобраћајнице: Власотинце-Грделица и Власотинце-Комарица-Равна Дубрава. У власотиначком пољу се гаје житарице и поврће, на блажим падинама винова лоза и воће, а на стрмим падинама се простиру букове шуме и пашњаци. Река Власина тече средином територије општине Власотинце. У долини реке Власине (средњи слив) је пут према истоку који повезује Власотинце са Пиротом. Варош Власотинце се налази на месту где Власина напушта брдско-планински део и улази у моравску раван.
Бивши власотиначки срез био је шири него садашња територија општине Власотинце. Обухватао је део Лужнице, Црну Траву, Грделицу и још неколицину поморавских села.
На југоистоку града Власотинца, на Власини саграђено је почетком осамдесетих мало акумулационо језеро са браном код старог млина. Акумулација се 1988. године након тешких киша (пала је историјски незапамћена количина воде) излила и већи део Власотинца је тада био поплављен.
У међувремену је корито Власине санирано, а језеро се користи у рекреационе сврхе лети а и служило је напајању некадашњих бунара градског водовода.

### Насељена места
Општина Власотинце се састоји од града Власотинца и околних села:
| - Алексине - Батуловце - Бољаре - Борин До, - Брезовица - Гложане - Горња Лопушња - Горња Ломница - Горњи Дејан - Горњи Орах | - Горњи Присјан - Градиште - Гуњетина - Дадинце - Добровиш - Доња Ломница - Доња Лопушња - Доње Гаре - Доњи Дејан - Доњи Присјан | - Златићево - Јаворје - Јаковљево - Јастребац - Козило - Комарица - Конопница - Крушевица - Кукавица - Ладовица | - Липовица - Орашје - Острц - Пржојне - Прилепац - Равна Гора - Равни Дел - Самарница - Свође - Скрапеж | - Средор - Стајковце - Страњево - Тегошница - Црна Бара - Црнатово - Шишава |

## Становништво
| Етнички састав према попису из 2011.‍ | Етнички састав према попису из 2011.‍ | Етнички састав према попису из 2011.‍ | Етнички састав према попису из 2011.‍ | Етнички састав према попису из 2011.‍ |
| ------------------------------------ | ------------------------------------ | ------------------------------------ | ------------------------------------ | ------------------------------------ |
|                                      |                                      |                                      |                                      |                                      |
| Срби                                 | Срби                                 |                                      | 28.613                               | 95,72%                               |
| Роми                                 | Роми                                 |                                      | 691                                  | 2,31%                                |
| остали                               | остали                               |                                      | 589                                  | 1,97%                                |

| Етнички састав према попису из 2022.‍ | Етнички састав према попису из 2022.‍ | Етнички састав према попису из 2022.‍ | Етнички састав према попису из 2022.‍ | Етнички састав према попису из 2022.‍ |
| ------------------------------------ | ------------------------------------ | ------------------------------------ | ------------------------------------ | ------------------------------------ |
|                                      |                                      |                                      |                                      |                                      |
| Срби                                 | Срби                                 |                                      | 24.298                               | 94,6%                                |
| Роми                                 | Роми                                 |                                      | 592                                  | 2,3%                                 |
| неизјашњени                          | неизјашњени                          |                                      | 229                                  | 0,9%                                 |
| непознато                            | непознато                            |                                      | 487                                  | 1,9%                                 |

Мештани Власотинца и околине су претежно занатлије, трговци, земљорадници и виноградари. Из оближних винограда се производе вина Гром, Племенка и друга.
У давним временима су се становници бавили претежно сточарством.
Поред становништва из ближих крајева досељеници су долазили из динарске, косовске, вардарске, жнепољске и власинске области.
Порекло најстаријих Власотинчана датира у другој половини и последњој четрвртини XVIII века. Од најстаријих породица ту су Пурјаковићи (Пурјаковићи-данашњи Коцићи) Биџићи, Ђелићи, Прикићи, Бојаџије, Бајићи(Бајинци), Ђонићи, Валчићи, Бабастојанци, Ћукаловићи, Тевденићи, Сеизовићи, Шушулићи, Каруови (Каруовићи, Хаџиђокини, Митровићи, Пешићи), Давинићи, Динкићи, Марићи, Даскаловићи, Краинчанићи, Босићи, Бојкови, Горуновићи, Великићи, Куцуловићи, Марићи, Црниловићи, Ђуркићи и други. Валчићи су из Гариња у Грделичкој клисури, Шишавци из Шишаве, Горуновићи из Винарца, Шарићи из Црне Баре, Сабљинци и Видосављевић из Старог Влаха, Диманићи и Давинићи из Буковице код Задра, Шушулићи, Куцуловићи и Буђинци са Косова. Оно што је интересантно јесте да поједини делови вароши носе у народу и даље називе по старим фамилијама - "Пешкина мала", "Бучкино сокаче", потес "Давинићево браниште", "Бојаџијска мала", "Ђонинско сокаче", "Шушулинска мала","Динкићево сокаче".
У периоду између 1878. и 1894. године у Власотинце долазе и настањују се планинци из Доброг Поља, Гара, Рупља и других места. То су Длакарови, Пузинци, Ноцинци, Газибарци и други.
Од почетка XIX века до 1947. године доселили су се Великићи из Велике под Чакором, Ћукаловићи из Колашина (Црна Гора), Краинчанићи и Мрвићи са Косова, Ишљамовићи из Бистрице код Битоља, Петровићи из Охрида, Стоиљковићи из Драинца код Трна, Бајићи такође из околине Трна, Прикићи из Манојловца, а Каруовићи из Црне Баре. 
Време између 1878. године и 1947. године, карактеристично је по највећем броју досељеника из оближњих села: Пешкићи и Пљаскићи из Сејанице, Џуџини из Бојаџије код Косова, Таћини из околине Трна, Црниловићи из Кијева код Сурдулице, Даскаловићи из Островице, Филиповићи из Крчмира, Сејаничани и Зелећи из Сјенице, Поповићи из Трњана итд.

### Миграције после Другог светског рата
Интересантно је да после Другог светског рата (после 1945. године), многи староседеоци Власотинчани су после завршетка школовања напуштали Власотинце и одлазили ка већим центрима у Србији, а највише ка Београду. Има и оних који су се одселили у Америку, Енглеску и још неким земљама запада.
Због тешког социјалног стања сеоско становништво побрђа и планинског дела власинске области, није напуштало села све до појаве цигларских и зидарских предузетника (предузимача)-почетком 1972. године. Насељавање Власотинца са околних села црнотравских и власотиначких села, почело је масовно од 1985. године и завршило се негде до 2000. године.
Тешко материјално стање, у годинама после 2000. године, условљава нагло миграцију школованих младих ка центрима у Србији, нарочито према Нишу и Београду, а сеоско становништво се селило према Шумадији, Војводини и Неготинској Крајини.
Грађани општине Власотинце проводе своје слободно време током лета на реци Власини, Морави или на оближњем Власинском језеру.

### Познати Власотинчани
- Илија Петровић Стреља — рођен у селу Градишту, вођа устаника Јужне Србије, војвода лесковачки и Карађорђев побратим;
- Млађан Динкић — министар финансија и привреде Републике Србије, пореклом из Власотинца;
- Влајко Н. Коцић — Пурјак- министар пошта и телеграфа Краљевине Срба, Хрвата и Словенаца;
- Драгутин Н. Коцић — Пурјак- учесник Првог и Другог Балканског рата, заставник у Првом светском рату и носилац бројних одликовања за храброст.
- Првослав Давинић — бивши министар одбране СЦГ;
- Александар Давинић — новинар Политике Експрес и Политике, хумориста и сатиричар, светски рекордер у дужину вођења диско програма;
- Предраг Филиповић — првак Србије 2007. у ходању на путу (20 km - 1:28:33 h), учесник на Летњим олимпијским играма у Атини 2004;
- Радомир Катић — професор историје, аматерски глумац, носилац лауреата „најдражи професор“ као и „заслужни грађанин“ града Власотинаца, један од оснивача гимназије и музичке школе у Власотинцу;
- Милорад Диманић Милош — предратни синдикалац и вођа власотиначке чете у Другом светском рату;
- Синиша Јанић Пера — учитељ и политички комесар Друге власотиначке чете у Другом светском рату;
- Александар Коцић Крња — некадашњи голман Црвене звезде и репрезентације;
- Михајло Михајловић — предратни уредник листа Власина;
- Богољуб Митић Ђоша — глумац и хумориста;
- Петар Спирић — учитељ, просветитељ, управитељ, надзорник, хуманиста и родољуб у борби за ослобођење од Турака, учесник Балканских и Првог светског рата;
- Гаврило Д. Стојановић — учитељ и аутор;
- Витомир Благојевић - Вита Бан учитељ, оснивач Народног музеја, директор библиотеке и директор културног центра, председник ССРН;
- Христифор Црниловић Кица — сликар и етнограф;
- Предраг Смиљковић Шпиц — глумац и хумориста;
- Саша Грујић — кошаркашки стручњак, пом. тренер ЦСК из Москве.

## Образовање
На територији општине има девет основних школа, од чега су две градске: "8. октобар“ и „Синиша Јанић“. Такође постоје и две средње школе: Техничка школа "1. октобар“ и гимназија „Стеван Јаковљевић“. Прва школа отворена је у Власотинцу и Конопници 1866. године, а средњошколска настава почиње 1929. године.
Власотиначке школе учествују на разним националним и интернационалним такмичењима. Основци ОШ "8. октобар“ су 2005. у Украјини представљали Србију на фестивалу „Променимо свет на боље“.

## Култура

### Вински бал
Шездесетих година се по први пут одржава манифестација посвећена виноградарству овог краја: Вински бал. Циљ манифестације је промоција културе и виноградарства за које је везан развој општине. Власотиначки виноградари се још 1923. године удружују у Виноградарску задругу. Познати виноградарски предели општине су поред самог Власотинца, Дадинце, Шишава, Доња Ломница, Скрапеж и други. Као и сваке године приликом манифестације, која се одржава на обали реке Власине, крај Нешићевог кеја, бира се “Богиња вина” у чију улогу ступа девојка из околине. За време трајања манифестације се прокламише Независна Кнежевина Власотинце са изабраним кнезом. Поред дегустације вина из локалних винограда следи и богати културно-уметнички програм, праћен дефилеом Кнеза главним улицама Власотинца, као и наступима разних музичких извођача. Заступљени су сви жанрови од трубачке музике па до рокенрола. Ту су и власотиначки сликари, који са њиховим колегама ван Власотинца, отварају ликовну колонију за време Винског бала. Тема њихових радова је грожђе и вино. Вински бал се одржава у августу или почетком септембра.

### Културни центар
Културни центар је основан 1972. године и ослања се на материјалну помоћ Скупштине општине Власотинце. Као организатор разних манифестација у Власотинцу, Културни центар доприноси духовном животу општине. Изложбе разних уметности, вајарства, карикатуре, књижевности, ликовна колонија али и разни концерти као и музичке манифестације спадају у домен ове институције. Поред тога Културни центар одржава Завичајни музеј у Власотинцу.
Завичајни музеј је у ствари турска Кула саграђена у центру Власотинца у другој половини 18. века. Кула је служила као административно-управна зграда и као осигурање локалних трговачких путева, а у њој су боравили мудир, писац и седам сејмена. Претпоставља се да је изграђена на темељима римског кастела. На слици се може видети пушкарнице, које су користиле за одбрану зграде против хајдука. Садашњи музеј, као културно-историјски споменик, садржи разне експонате од предисторијског доба до данас. У то спада и стара српска графика, која обухвата дрворезе, бакрорезе и литографију.

## Спорт, лов и риболов
- Атлетски клуб „Власотинце“
- Фудбалски клуб “Власина”
- Кошаркашки клуб “Власотинце”
- Кошаркашки клуб “Младост”
- Ловачко удружење “Богиша Поповић – Гиша”, има 850 чланова и газдује ловиштем “Лужница”
- Планинарско друштво “Чемерник”, организује планинарске успоне у околини и у Србији
- Рукометни клуб “Власотинце” мушкарци
- Удружење риболоваца “Власина”
- Мото-крос клуб „ЈУНИОР“ Шишава-Власотинце
- Планинарско друштво „Морич“

## Медији
- Власина, Месечни лист, основан 1926. г, угашен задњим издањем 20. априла 2006.
- Радио Гага
- ТВ Власотинце

## Невладине организације
- Теледом „Павлос“ Власотинце
- Друштво Рома Власотинце
- Еко база „Југ“
- Еколошки покрет „Власина“
- Сербија
- СОС за жене и децу жртве насиља

## Привреда
- ГП „Црна Трава"- грађевинско предузеће које послује у Србији и бившој Југославији
- „Беско“ - грађевинска фирма позната по монтажним кућама и столарији
- Циглана „Рад“
- „Подруми“ - настали из удружења виноградара послују више од 70 година као винари власотиначког виногорја
- Цементни Производи
- „Манифатура Еуропеа ДОО“ - предузеће за производњу одеће
- „Групо Фиорентино“ - предузеће за производњу одеће
- Елрад Сербиа ДОО

## Галерија
- Власотиначка брана
- Десна обала Власине, поглед са спомен парка Старо гробље
- Купалиште
- Зграда Народног дома где је смештена ТВ Власотинце
- Зграда полиције у Власотинцу
- Зграда Интерната у Власотинцу, данас Центар за социјални рад
- Културни центар Власотинце
- Парк у центру